# レーニ・アルフレード
アルフレード・レーニ（Alfréd Rényi、1921年3月20日 - 1970年2月1日）は、ハンガリーの数学者である。
組合せ数学、グラフ理論、数論のほか、特に確率論で大きな貢献をした。

## 生涯
レーニは、ブダペストでレーニ・アルトゥール(Rényi Artur)とアレキサンデル・バルバラ(Alexander Barbara)の間に生まれた。父は機械工学者で、母は哲学者で文学評論家のアレキサンデル・ベルンハルトの娘だった。ハンガリー系アメリカ人の精神分析家で医師のフランツ・アレクサンダーはおじに当たる。
彼は1939年に反ユダヤ法が施行されたために大学に入学できなかったが、1940年にブダペスト大学に入学し、1944年に卒業した。この時、兵役の代わりにユダヤ人男性に課せられた強制労働奉仕に召集されたが、逃亡した。1947年、セゲド大学でリース・フリジェシュの指導の下でPh.Dを取得した。1946年に数学者のシュルホフ・カタリン（Schulhof Katalin、結婚後はレーニ・カトーを名乗った）と結婚した。1948年に娘ジュジャンナ(Zsuzsanna)が生まれた。
ブダペスト大学で短期間助教授を務めた後、1949年にデブレツェン大学で特別教授に任命された。1950年、彼はハンガリー科学アカデミーに数学研究所（後に、彼の名を冠して「レーニ・アルフレード数学研究所」となる）を設立し、彼の死までそれを指揮した。また、1952年からエトヴェシュ・ロラーンド大学の確率論・数理統計学部を率いた。彼は、1949年にハンガリー科学アカデミーの通信会員となり、1956年に正会員となった。

## 業績
レーニは、大きな篩いを使用して、全ての自然数を、素数と高々 k 個の素数の積である数との和で表すことのできるような、k が存在することを証明した。この結果を強化したものである陳の定理は、充分に大きい全ての偶数について、k = 2 に対して定理が真であることを示している。k = 1の場合は、まだ証明されていないゴールドバッハの予想である。
情報理論では、彼はシャノンエントロピーとカルバック・ライブラー情報量の重要な一般化を与える、階数 α のレーニエントロピーのスペクトルを導入した。レーニエントロピーは有用な多様度指数のスペクトルを与え、フラクタル次元のスペクトルにつながる。レーニ＝ウラムのゲームは、いくつかの答えが間違っているかもしれない推測ゲームである。
確率論においては、彼は、次の問題に対する解を特徴づける「レーニの駐車定数」(Rényi's parking constants)でも知られている
与えられた長さの道路の上に、一定の長さの複数の自動車がランダムな自由な位置に駐車しているとき、自由な駐車位置がないときの車の密度はどれくらいだろうか? この問題の解は、約74.75979%である（オンライン整数列大辞典の数列 A050996）。
彼は32本のポール・エルデシュとの共同論文を発表した。その中で最もよく知られているのは、ランダム・グラフのエルデシュ＝レーニ・モデルを紹介したものである。

## 発言
コーヒー中毒だったレーニは、「数学者は、コーヒーを定理に変換するための装置である」という発言の元である。この文章は一般にエルデシュに帰される。この文章は元々ドイツ語で書かれていて、ドイツ語のSatzという言葉に2つの意味（「定理」と「コーヒーの滓」）を持たせた言葉遊びだと解釈されることもあるが、元の文章はハンガリー語で書かれていた可能性が高い。
彼は「不幸を感じたら、幸せになるために数学をする。幸せならば、幸せを保つために数学をする」と言ったことでも有名である。

## 記念
ハンガリー科学アカデミーのレーニ賞は、彼を記念して設立されたものである。

## 著書
- A. Rényi: Dialogues on Mathematics, Holden-Day, 1967.
- A. Rényi: A diary on information theory, Akadémiai Kiadó
- A. Rényi, Foundations of Probability,  Holden-Day, Inc., San Francisco, 1970, xvi + 366 pp
- A. Rényi, Probability Theory.  American Elsevier Publishing Company, New York, 1970, 666 pp.
- A. Rényi, Letters on Probability", Wayne State University Press, Detroit, 1972, 86pp.